# 태윤기
태윤기(太倫基, 1918년 4월 22일~2012년 5월 13일)는  대한민국의 독립유공자이자 변호사이다.

## 생애
함경남도 풍산군 출신인 그는 중국 시안시에서 광복군 제2지대에 입대해 특별간부훈련반을 수료하고, 1945년에 한미합작특수훈련인 oss훈련 정보·파괴반에 편입되어 훈련을 받은 뒤 국내정진군 함경도반 1조에 배속되어 기다리고 있던 중, 광복을 맞이했다.
광복 이후에는 변호사로 활동하며 여러 간첩 사건들에 대한 변호를 맡았다.

## 미디어 매체
- 조정석 - 2024년 영화 《행복의 나라》